# Liste der Monuments historiques in Géry
Die Liste der Monuments historiques in Géry führt die Monuments historiques in der französischen Gemeinde Géry auf.

## Liste der Objekte
| Bezeichnung                 | Beschreibung                                               | Standort                                 | Kennzeichnung | Schutzstatus | Datum | Bild |
| --------------------------- | ---------------------------------------------------------- | ---------------------------------------- | ------------- | ------------ | ----- | ---- |
| Sakramentsschrank           | Stein, Schmiedeeisen, 15. Jahrhundert                      | in der Kirche Chaire-de-St-Pierre (Lage) | PM55000254    | Classé       | 1933  |      |
| Skulptur Heiliger Nikolaus  | Stein, farbig gefasst, 17. Jahrhundert                     | in der Kirche Chaire-de-St-Pierre (Lage) | PM55001875    | Inscrit      | 1980  |      |
| Kruzifix                    | Holz, farbig gefasst, 16. oder 17. Jahrhundert             | in der Kirche Chaire-de-St-Pierre (Lage) | PM55001874    | Inscrit      | 1980  |      |
| Taufbecken                  | Kalkstein, 17. Jahrhundert; Deckel aus dem 19. Jahrhundert | in der Kirche Chaire-de-St-Pierre (Lage) | PM55001876    | Inscrit      | 1999  |      |
| Skulptur Petrus mit Stifter | Stein, Ende des 15. Jahrhunderts                           | in der Kirche Chaire-de-St-Pierre (Lage) | PM55000255    | Classé       | 1972  |      |